# Cadê as Armas?
Cadê as Armas? é o álbum de estreia da banda de rock As Mercenárias e o 25° lançamento da Baratos Afins lançado em 1986. Em julho de 2016, foi eleito pela revista Rolling Stone Brasil como o 5º melhor disco de punk rock do Brasil.

## Faixas
Lado A
| N.º | Título     | Duração |  |
| 1.  | "Me Perco" | 1:21    |  |
| 2.  | "Polícia"  | 1:01    |  |
| 3.  | "Imagem"   | 1:49    |  |
| 4.  | "Inimigo"  | 1:30    |  |
| 5.  | "Pânico"   | 1:56    |  |

Lado B
| N.º            | Título               | Duração |  |
| 6.             | "Amor Inimigo"       | 2:00    |  |
| 7.             | "Loucos Sentimentos" | 1:33    |  |
| 8.             | "Labirintos"         | 2:20    |  |
| 9.             | "Além Acima"         | 2:37    |  |
| 10.            | "Santa Igreja"       | 2:11    |  |
| Duração total: | Duração total:       | 18:15   |  |

| Faixas bônus - relançamento em CD de 1995 |                          |                |         |  |
| N.º                                       | Título                   | Compositor(es) | Duração |  |
| 11.                                       | "Inimigo (Ao Vivo)"      |                | 1:34    |  |
| 12.                                       | "Além Acima (Ao Vivo)"   |                | 2:36    |  |
| 13.                                       | "Santa Igreja (Ao Vivo)" |                | 2:04    |  |

## Créditos
- Rosália Munhoz - vocal
- Ana Maria Machado - guitarra, backing vocals
- Sandra Dee - baixo
- Lou - bateria